# Frankie Miller (Countrymusiker)
Frankie Miller (* 17. Dezember 1931 in Victoria, Texas) ist ein US-amerikanischer Country-Musiker. Millers bekanntester Titel ist Black Land Farmer.

## Leben

### Kindheit und Jugend
Frankie Miller wurde 1931 in Victoria geboren (einigen Quellen zufolge bereits 1930). Obwohl Miller bereits als kleines Kind sang, interessierte er sich erst in seiner Jugend durch Hank Williams für Country-Musik. Als Jugendlicher bekam er ein Football-Stipendium an einem College. In dieser Zeit gründete Miller auch seine erste eigene Band, die Drifting Texans, die auf KNAL eine eigene Radioshow moderierten.

### Karriere
Während Miller in Houston, Texas, arbeitete, wurde Gilt-Edge Records auf Miller aufmerksam und nahm ihn 1951 unter Vertrag. Nachdem Miller insgesamt zwölf Titel eingespielt hatte, wurde er jedoch in die US Army berufen, um im Koreakrieg zu kämpfen.
Miller kehrte zwei Jahre später mit dem „Bronze Star“ ausgezeichnet in die USA zurück. 1954 unterschrieb er bei Columbia Records. Trotzdem erreichte keine seiner 1955 eingespielten Singles die Charts und Columbia ließ den Vertrag 1956 nicht verlängern, wahrscheinlich auch aufgrund des Siegeszuges des Rock ’n’ Rolls. Miller begann daraufhin, durch Texas zu touren und im Radio aufzutreten, unter anderem auch im Cowtown Hoedown aus Fort Worth, Texas. Zudem spielte er für kleine lokale Labels einige unbedeutende Platten ein.

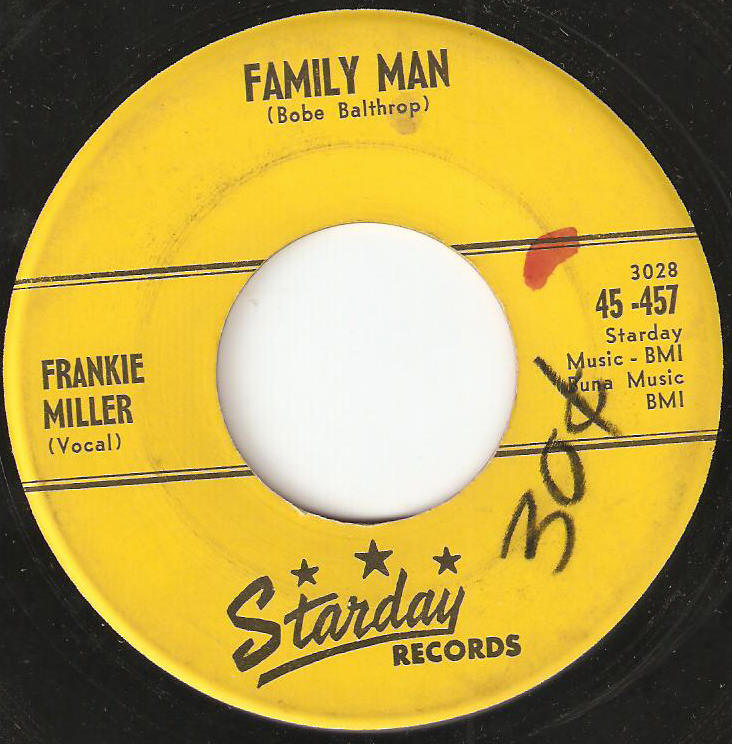
Family Man, 1959

Don Pierce, Eigentümer der Starday Records, war einer der wenigen gewesen, die Millers frühe Aufnahmen bei Gilt-Edge wahrgenommen hatten und nahm ihn daher 1959 unter Vertrag. Miller stellte sein Talent sofort mit Black Land Farmer unter Beweis, denn der Song erreichte 1959 die Top Fünf der Billboard Country-Charts. Die Single wurde im Laufe der Jahre zu einem von Stardays populärsten Titeln. Mit Family Man konnte Miller einen Anschlusserfolg verzeichnen und das Magazin Cashbox zeichnete ihn als „Most Promising Country Artist“ 1960 aus. Er schloss sich dem Ensemble der Louisiana Hayride an und trat mehrmals in Amerikas beliebtester Radioshow, der Grand Ole Opry, auf.
1960 erreichte Miller mit Baby Rocked Her Dolly die Top 15 der Charts und eine Neuaufnahme von Blackland Farmer platzierte sich ein Jahr später auf Platz 16. Doch Miller hatte bereits seinen Karrierehöhepunkt erreicht. Es gelangen ihm in den nächsten zwei Jahren keine Hits mehr. 1964 meldete er sich noch einmal mit A Little South of Memphis in den Charts zurück.
1965 wechselte Miller zu United Artists Records, Hits blieben ihm aber weiterhin vergönnt. Er entschied sich kurz danach, der Musik den Rücken zuzukehren und fortan bei Chrysler zu arbeiten. Bear Family Records veröffentlichte in den 1980er Jahren drei seiner Alben erneut. 1999 traf Miller die Entscheidung, wieder aufzutreten und brachte das Album Comeback heraus. 2003 reiste er zum ersten Mal nach Großbritannien für ein Konzert. Im August 2015 ist Frankie Miller auf einem Country-Festival in Schweden aufgetreten, außerdem wurde 2015 eine CD mit Neuaufnahmen im traditionellen Country Sound auf Heart of Texas Records veröffentlicht.

## Diskografie

### Alben
- 1961: Country Music’s New Star
- 1962: The True Country Style of Frankie Miller
- 1963: The Fine Country Singing of Frankie Miller
- 1965: Blackland Farmer
- 1999: Comeback
- 2006: Family Man
- 2008: Live at the Louisiana Hayride
- 2008: Blackland Farmer: The Complete Starday Recordings (Bear Family Werkausgabe)

### Singles
| Jahr             | Titel Album                                                    | Höchstplatzierung, Gesamtwochen, AuszeichnungChartsChartplatzierungen (Jahr, Titel, Album, Platzierungen, Wochen, Auszeichnungen, Anmerkungen) | Anmerkungen                                                             |
| Jahr             | Titel Album                                                    | US | Anmerkungen                                                             |
| ---------------- | -------------------------------------------------------------- | --- | ----------------------------------------------------------------------- |
| Columbia Records |                                                                | |                                                                         |
|                  |                                                                | |                                                                         |
| 1955             | Hey Where Ya Goin’ / It’s No Big Thing To Me –                 | — | Erstveröffentlichung: 1955 Katalog-Nr.: 21314                           |
| 1955             | You Don’t Show Me Much / You’re Crying On My Shoulder Again –  | — | Erstveröffentlichung: 1955 Katalog-Nr.: 21378                           |
| 1955             | Paid In Full / My Wedding Song for You –                       | — | Erstveröffentlichung: 1955 Katalog-Nr.: 21420                           |
| 1955             | Paint, Powder and Perfume / What You Do From Now On –          | — | Erstveröffentlichung: 1955 Katalog-Nr.: 21472                           |
| 1955             | I Don’t Know Why I Love You / Day by Day –                     | — | Erstveröffentlichung: 1955 Katalog-Nr.: 21519                           |
| Starday Records  |                                                                | |                                                                         |
|                  |                                                                | |                                                                         |
| 1959             | Black Land Farmer / True Blue –                                | US82 (4 Wo.)US | Erstveröffentlichung: 1959 Katalog-Nr.: 45-424, erst 1961 in den Charts |
| 1959             | Poppin’ Johnny / Family Man –                                  | — | Erstveröffentlichung: 1959 Katalog-Nr.: 45-457                          |
| 1960             | The Money Side of Life / Reunion (With Dinner on the Ground) – | — | Erstveröffentlichung: 1960 Katalog-Nr.: 45-481                          |
| 1960             | Baby Rocked Her Dolly / Rain Rain –                            | — | Erstveröffentlichung: 1960 Katalog-Nr.: 45-496                          |
| 1960             | Strictly Nothin’ / Young Widow Brown –                         | — | Erstveröffentlichung: 1960 Katalog-Nr.: 45-513                          |
| 1961             | I’ll Write To You / Richest Poor Boy –                         | — | Erstveröffentlichung: 1961 Katalog-Nr.: 45-537                          |
| 1961             | Lookin’ Around Downtown / A Little Bit Later –                 | — | Erstveröffentlichung: 1961 Katalog-Nr.: 45-550                          |
| 1961             | The Cat and the Mouse / It’s Not Easy –                        | — | Erstveröffentlichung: 1961 Katalog-Nr.: 45-566                          |
| 1962             | Gotta Win My Baby Back Again / Picture at St. Helene –         | — | Erstveröffentlichung: 1962 Katalog-Nr.: 45-577                          |
| 1963             | A Little South of Memphis / Too Hot To Handle –                | — | Erstveröffentlichung: 1963 Katalog-Nr.: 45-655                          |
| 1964             | Fifteen Acres of Peanut Land / Out of This World –             | — | Erstveröffentlichung: 1964 Katalog-Nr.: 45-673                          |
| 1964             | It Took a Lot of Love / Mean Old Greyhound –                   | — | Erstveröffentlichung: 1964 Katalog-Nr.: 45-691                          |
| 1965             | Big Talk of the Town / I Can Almost Forget –                   | — | Erstveröffentlichung: 1965 Katalog-Nr.: 45-709                          |
| 1965             | Bringing Mary Home / Country Music Who’s Who –                 | — | Erstveröffentlichung: 1965 Katalog-Nr.: 45-739                          |
| 1966             | Charlie’s Got a Good Thing Going / Tough Road To Hoe –         | — | Erstveröffentlichung: 1966 Katalog-Nr.: 45-777                          |
| 1967             | Fickle Hand of Fate / She’s My Antibiotic –                    | — | Erstveröffentlichung: 1967 Katalog-Nr.: 45-793                          |